# 卡宾

亞甲基，最簡單的卡賓

卡宾（英語：Carbene），又称碳烯、碳宾，是含二价碳的电中性化合物。卡宾是由一个碳和其他两个基团以共价键结合形成的，碳上还有两个自由电子。最简单的卡宾是亚甲基卡宾，亚甲基卡宾很不稳定，从未分离出来，是比碳正离子、自由基更不稳定的活性中间体。其他卡宾可以看作是取代亚甲基卡宾，取代基可以是烷基、芳基、酰基、卤素等。这些卡宾的稳定性顺序排列如下：
氮杂环卡宾是一类较新颖的卡宾，也译作稳定卡宾，具有特殊的稳定性，有些可以无限期的保存。典型的氮杂环卡宾中，卡宾的二价碳位于咪唑、噻唑、1,2,4-三嗪环系或与两个取代氨基相连的碳上。

## 结构

单线态和三线态卡宾。

卡宾有两种结构，在光谱学上分别称为单线态和三线态。单线态卡宾中，中心碳原子是sp2杂化，有一对孤对电子；三线态卡宾有两个自由电子，可以是sp2或直线形的sp杂化。除了二卤卡宾和与氮、氧、硫原子相连的卡宾，大多数的卡宾都处于非直线形的三线态基态。
卡宾是单线态还是三线态由其电子自旋决定。三线态卡宾为顺磁性，寿命足够长的话可以被电子自旋共振谱（EPR or ESR）检测到。单线态卡宾的总自旋为0，三线态的总自旋为1（单位{\displaystyle \hbar }），三线态亚甲基卡宾的键角为125-140°，相应的单线态卡宾为102°。一般地讲，气态时三线态卡宾更加稳定，单线态卡宾在溶液中更加稳定。
对于简单的烃基卡宾而言，三线态卡宾的能量一般比单线态卡宾低33kJ/mol（洪特最大多重度规则），因此基态时三线态更稳定，激发态时单线态更加稳定。单线态卡宾形成后，与反应器壁或其他分子碰撞，会逐渐转化为三线态卡宾。某些给电子的取代基会向单线态卡宾的空p轨道贡献电子，从而增加了其稳定性，有可能使单线态的能量低于三线态，成为基态主要形式。然而，可以增加三线态卡宾稳定性的方法很少。电脑模拟的实验显示电正性的基团（如三氟硅基）对三线态的稳定性有一定程度的贡献。
某些卡宾，如9-亚芴基卡宾，其单线态与三线态的能量差异只有4.6kJ/mol，通常是两种形式的平衡体系。有些人认为电子在这类二芳基卡宾中离域范围太广，它们实际上不能算作卡宾，而是属于双自由基的范畴。

## 反应

与烯烃的加成。

卡宾的反应性与取代基的性质、制备方法、反应条件（金属的存在）等因素有很大关系，三线态卡宾和单线态卡宾的反应性也不相同。三线态卡宾有两个自由电子，自旋平行，反应时更类似于双自由基，另一个电子不能立即成键，因此三线态卡宾参与的自由基加成反应较多。单线态卡宾两个电子自旋相反，反应为协同反应，因此与烯烃加成产物的立体专一性比三线态卡宾更强，可用来区别这二者。单线态卡宾在螯变反应中可以是亲电试剂或亲核试剂。
单线态亚甲基卡宾的反应比三线态亚甲基卡宾更具立体专一性。重氮甲烷在液态光解生成的卡宾是单线态卡宾，与烯烃发生立体专一的顺式加成；但在光敏剂二苯酮存在下光照重氮甲烷，会得到三线态卡宾，与烯烃加成先发生一个电子的成键，另一个电子需要等到由于碰撞使其改变自旋方向时才可以成键，因此反应产物是顺式和反式的混合物。
插入反应是卡宾的一类很重要的反应，主要分为对C-H键的插入、对双键的加成以及反应物结构的重排。这里卡宾的性质可分类为亲核、亲电或兼有以上两者，受取代基的影响很大，例如，若卡宾与给电子取代基相连，则该卡宾的亲电性也会相应降低。单线态亚甲基卡宾的插入反应选择性很低，无法分辨一级、二级和三级C-H键，反应基本上是按统计比例进行。相比之下，烷基卡宾和三线态亚甲基卡宾的选择性更强。

形成环丙烷体系

卡宾可与双键加成生成环丙烷的衍生物。单线态卡宾的加成产物有立体专一性，与三线态卡宾相区别。加成反应放热，速率很快。一般反应的决速步是卡宾的生成反应，卡宾一旦生成，就与底物立即发生反应。此类反应中的卡宾常用類碳烯（有机锌化合物，西蒙斯–史密斯反應，ICH2ZnI），与卡宾起到一样的作用，反应是立体专一的顺式加成，虽然产率不太高，但很难用其他方法代替。
氯化亚铜或溴化亚铜催化下，苯与重氮甲烷分解出的亚甲基卡宾（非游离态）加成，经由一个环己二烯并三元环的中间体，反应物重排扩环，可以得到85%产率的环庚三烯。用二卤卡宾与烯烃加成时，产物偕二卤代碳可以发生水解，生成环丙酮的衍生物。
卡宾插入C-H键时，在C-H键中插入碳原子，反应的优先顺序一般是：
1. X-H键，X是杂原子；
2. C-H键；
3. C-C键。

通过引入含金属的手性配体，有些插入反应（分子内或分子间）可以生成不对称的产物。

卡宾的插入反应

分子内的卡宾插入反应也是有机合成路线之一。一般反应在有张力或位阻的反应物上发生，比分子间插入优先进行，并且生成五元环的反应比六元环更容易进行。

分子内的卡宾插入

分子间的卡宾插入

亚烷基卡宾由酮与三甲基硅基重氮甲烷反应得到，可用于构建环戊烯环系：

亚烷基卡宾

## 有机金属化学
卡宾可与金属成键而得到稳定，是过渡金属卡宾配合物的研究内容，包括以下几种：
- Fischer卡宾，金属与吸电子基（如羰基）相连
- Schrock卡宾，金属与给电子基相连
- 稳定卡宾（Persistent carbene），包括氮杂环卡宾和其他具有特殊稳定性的卡宾，可作有机金属化学中的辅助配体。
- 类卡宾，有时专指有机锌化合物（ICH2ZnI）一类的物质，由二卤甲烷（二碘甲烷）与锌铜偶（Zn(Cu)）生成。

## 制取
- 最常见的是由重氮化合物和烯酮的光解、热解或过渡金属催化下的分解制取。一个类似的反应是班福德-史蒂文斯反应，非质子溶剂中生成卡宾，质子溶剂中生成碳正离子。
- 由偕二卤代烷或卤仿的α-消除制取。在有机锂化合物或其他强碱的作用下，前者消去卤素，后者消去卤化氢，另一个产物与卡宾是等价的。此类反应是否有卡宾生成仍有争议，有人认为中间体只是金属合卡宾配合物，见下。

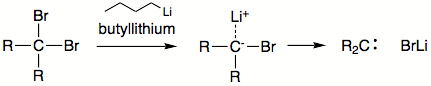
卡宾制备

- 由双吖丙啶（Diazirine）和环氧化合物的光解制取，后者反应的副产物是羰基化合物。双吖丙啶指的是含有C-N=N三元环的化合物，环的张力促使了分解反应的进行。不对称的环氧化合物反应可能生成两种羰基化合物，反应物中的取代基类型决定了两种产物的比例，可以通过画共振结构推测。一般地，若两个取代基中一个是芳基，一个是烷基，则以与芳基相连的碳生成卡宾。
- 由α-卤代汞化合物的热解制取。

## 外部連結
- 维基共享资源上的相關多媒體資源：卡宾